# Franz Lerner
Franz Lerner (* 7. März 1903 in Frankfurt am Main; † 14. Juni 1995 ebenda) war ein deutscher Historiker.

## Leben
Franz Lerner, Sohn von Margarete Lerner, geborene Blöchinger, und des Glasermeisters Julius Lerner, studierte an der Universität Frankfurt, der Universität Rostock und der Universität Tübingen. Er erhielt 1925 einen Abschluss als Diplom-Kaufmann. 1927 begann er in Frankfurt ein Studium der Geschichte. Er hörte mittelalterliche Geschichte bei Fedor Schneider, Mittellatein bei Otto Schumann, Nationalökonomie bei Karl Eman Pribram und Sozialgeschichte bei Karl Mannheim. Im Jahr 1930 wurde Lerner mit einer Arbeit zum Kardinal Hugo Candidus, einem Gegenspieler von Papst Gregor VII., promoviert.
Bereits kurz vor seiner Promotion zum Dr. phil. begann Lerner in der Forschungsgruppe von Moritz John Elsas im Rahmen des Internationalen wissenschaftlichen Komitees für die Geschichte der Preise zu arbeiten. Zudem bereitete er sich auf eine Habilitation bei Mannheim zur Entstehung der liberalen Wirtschaftsordnung in England, Frankreich und Deutschland vor. Im Wintersemester 1932/33 hielt Lerner Probevorlesungen. Mit der Machtergreifung der NSDAP und der Emigration Mannheims und Elsas’ endete Lerners wissenschaftliche Laufbahn vorerst. Von 1935 an leitete er die städtische Frankfurter Presse- und Werbestelle, später wurde er zum Militärdienst im Zweiten Weltkrieg eingezogen.
Nach der Rückkehr aus dem Krieg arbeitete Lerner als Privatgelehrter und stellte für Wirtschaftsverbände und öffentliche Institutionen Auftragsarbeiten zu Wirtschafts- und Lokalgeschichte vornehmlich seiner Heimatstadt Frankfurt fertig. Er war regelmäßiger Autor der Vierteljahrsschrift für Sozial- und Wirtschaftsgeschichte, worin er sich insbesondere mit der Nutzung der Historischen Hilfswissenschaften auseinandersetzte, der Neuen Deutschen Biographie und von 1982 an als Rezensent auch der Nassauischen Annalen.
Im Jahr 1962 erhielt Lerner einen Lehrauftrag für außereuropäische Wirtschaftsgeschichte an der Ludwig-Maximilians-Universität München. 1965 wechselte er für einen Lehrauftrag für „Wirtschaftsgeschichte, besonders Geschichte der Technik“ an die Philipps-Universität Marburg. Dort erhielt er 1973 eine Honorarprofessur für Sozial- und Wirtschaftsgeschichte mit besonderer Berücksichtigung der Technikgeschichte.
Lerner war von 1930 an Mitglied der heutigen Gesellschaft für Frankfurter Geschichte und von 1981 an ihr Ehrenmitglied. 1984 wurde er mit dem Bundesverdienstkreuz, 1986 mit dem am Bande geehrt.
Franz Lerner war katholisch, ab 1977 in zweiter Ehe verheiratet mit Antonie Lerner, geborene Behrendt, und hatte zwei Kinder aus erster Ehe, Friedrich (später Diplom-Ingenieur) und Hedwig (später promovierte Naturwissenschaftlerin). Er lebte zuletzt in seinem Geburtsort, wo er auch starb.

## Veröffentlichungen (Auswahl)
- Bilder zur Frankfurter Geschichte. 1950.
- Holzhausen – Gestalten. 1953.
- Aber die Biene nur findet die Süßigkeit. 1963.
- Wirtschafts- und Sozialgeschichte des Nassauischen Raumes 1816–1964. 1965.
- Bürgersinn und -tat. 1966.
- Geschichte des Deutschen Glaserhandwerks. 1981.
- Blüten, Nektar, Bienenfleiß. 1984.